# 好きになった人 (曲)
「好きになった人」（すきになったひと）は、1968年9月1日に発売された都はるみの37枚目のシングル。

## 解説
- ミリオンセラーを記録し、都の代表曲になった。1990年時点での売上は100万枚[1]。

- 作詞した白鳥朝詠（ちょうえい）はフジテレビのプロデューサーで、他にちあきなおみの『四つのお願い』『X+Y=LOVE』などを作詞している[2]。

- 1968年の「第19回NHK紅白歌合戦」と1996年の「第47回NHK紅白歌合戦」で歌唱されている。1996年の第47回では『好きになった人'96』としてロック調にアレンジしたものが歌唱された。都はるみにとって引退のステージになった（5年後に復帰）1984年の「第35回NHK紅白歌合戦」でも、大トリ曲の『夫婦坂』歌唱後に「紅白史上初のアンコール」として本曲が歌唱された。

- 1991年公開のアニメ映画「おもひでぽろぽろ」では挿入歌として使用され、都はるみが歌唱した主題歌「愛は花、君はその種子」のシングルに収録された。1999年公開の映画「ビッグ・ショー! ハワイに唄えば」では、桜庭伸幸編曲の新録音版がエンディング・テーマとして使用された。

## 収録曲
- 両楽曲共に、作詞：白鳥朝詠／作曲・編曲：市川昭介

1. 好きになった人（3分46秒）
2. 夜の海に来たの（3分16秒）

## カバー
- たかはし智秋 - 2008年6月4日発売のアルバム『THE IDOLM@STER RADIO COLORFUL MEMORIES』収録
- 杜このみ - 2014年8月20日発売のアルバム『いろはにほへと』収録
- 水城なつみ - 2016年5月25日発売のアルバム『ウタツグミ』収録
- 津吹みゆ - 2017年4月5日発売のアルバム『望郷こころ歌 Vol.2 ～永遠の名曲選～』収録
- 市川由紀乃 - 2018年10月31日発売のアルバム『唄女 うたいびとIII ～昭和歌謡コレクション&阿久悠作品集』収録
- 一青窈 - 2020年2月22日発売のトリビュートアルバム『都はるみを好きになった人 ～Tribute to Harumi Miyako～』収録
- みちのく娘! - 2020年11月4日発売のアルバム『みちのく物語』収録